# Catephia nigropicta
Catephia nigropicta là một loài bướm đêm trong họ Erebidae.